# ルイ (ジョワイユーズ公)
ルイ・ド・ロレーヌ＝ギーズ（Louis de Lorraine-Guise, 1622年1月11日 - 1654年9月27日）は、フランスの上級貴族ギーズ公爵家の一員で、ジョワイユーズ公爵およびアングレーム公爵。ギーズ公シャルルとその妻のアンリエット・カトリーヌ・ド・ジョワイユーズの間の息子の1人。ギーズ公アンリ2世、ギーズ女公マリーの弟。

## 生涯
父がリシュリュー枢機卿との政争に敗れて亡命したため、イタリアのフィレンツェで育った。1644年、家族と共に帰国を許されて間もなく王室侍従長（Grand chambellan de France）の地位を与えられた。ルイ14世の母后アンヌ・ドートリッシュの摂政政府は1647年、ルイに没収されていた所領を返還すると共に、ルイが母方から相続することになっていたジョワイユーズ公爵位を承認した。軽騎兵連隊を自費で組織し、1644年のグラヴリーヌ包囲戦などの軍事行動に参加したが、アラスの戦いの最中の1654年4月22日に右腕を負傷し、その怪我が元で半年後に死去した。
1649年11月3日、トゥーロンにおいてアングレーム公ルイ・エマニュエル（シャルル9世の庶系の孫）の一人娘で相続人のフランソワーズ・ド・ヴァロワ（1631年 - 1696年）と結婚した。フランソワーズは精神を病んでおり、結婚後数年でエセイ（現在のブルゴーニュ地域圏コート＝ドール県）の女子修道院に幽閉された。ルイは1653年に義父からアングレーム公爵位を相続すると同時に、ラ・ギーシュ公爵位（Duc de la Guiche）をも授けられたが、後者はルイの死と同時に廃された。息子ルイ・ジョゼフはジョワイユーズ公位を継承、アンリ2世亡き後のギーズ公位も獲得した。

## 子女
- ルイ・ジョゼフ（1650年 - 1671年） - ジョワイユーズ公、ギーズ公。エリザベート・マルグリット・ドルレアンと結婚[1]。
- カトリーヌ・アンリエット（1651年 - 1656年）[5]